# إطار عمل المنتمى (كنفن)

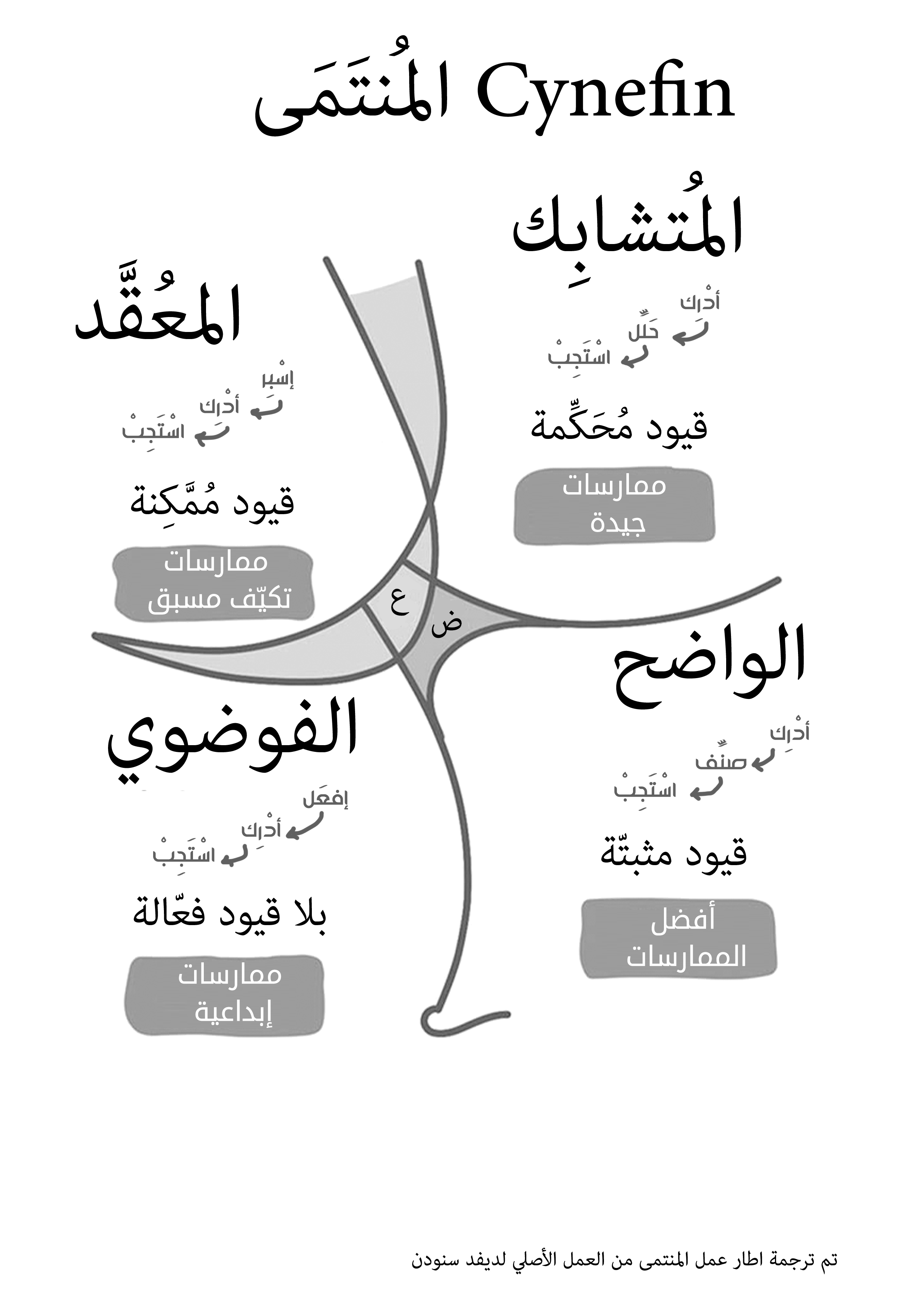
إطار المُنتَمى بصيغته المنقحة

إطار عمل المُنتَمى Cynefin  هو إطار مفاهيمي يستخدم للمساعدة في صنع القرار. تم إنشاؤه في عام 1999 بواسطة ديفيد سنودن ‏ عندما كان يعمل في شركة IBM Global Services ، وقد وُصف بأنه «آلة صنع المعنى». Cynefin هي كلمة ويلزية للمُنْتَمَى. j
يقدم المُنتَمى خمسة سياقات أو «نطاقات» لصنع القرار - واضح (عرف أحدها بالبسيط حتى عام 2014، ثم أصبح الواضح بعد إعادة تسميتها مؤخرًا)،  المتشابك، المعقد ، والفوضوي ، والارتباك بنطاقين هما المضطرب والمُعْضَل- تساعد المدراء على تحديد كيفية إدراكهم للمواقف وفهم سلوكهم وسلوك الآخرين. [lower-alpha 1] يعتمد الإطار على البحث في نظرية الأنظمة ونظرية التعقيد ونظرية الشبكة ونظريات التعلم.

## خلفية

### اصطلاحات
تتمثل فكرة إطار عمل المُنتَمى في أنه يوفر لصانعي القرار «شعوراً بالمكان» يمكنهم من خلاله عرض تصوراتهم. Cynefin هي كلمة ويلزية تعني موطن ، مسكن، مألوف ، ويعود إلى بيت شعر ويلزي يشير إلى مكان متعدد الانتماءات. يستخدم سنودن المصطلح للإشارة إلى فكرة أن لدينا جميعًا روابط، مثل القبلية والدينية والجغرافية، والتي قد لا نكون على علم بها. تمت مقارنتها بكلمة te reo Māori tūrangawaewae ، والتي تعني مكانًا للوقوف، أو «الأرض والمكان الذي هو تراثك والذي أتيت منه». 

### تاريخ
بدأ سنودن، الذي كان يعمل آنذاك في شركة IBM Global Services ، العمل على نموذج Cynefin عام 1999 بالمساعدة في إدارة رأس المال الفكري داخل الشركة.   واصل تطويره بصفته مدير أوروبي لمعهد إدارة المعرفة في IBM ،  ولاحقًا كمؤسس ومدير لمركز IBM Cynefin للتعقيد التنظيمي، الذي أنشئ في عام 2002 . وقد صفت سينثيا كورتز، باحثة في شركة IBM وسنودن إطار العمل بالتفصيل في العام التالي في ورقة بعنوان «الديناميكيات الجديدة للاستراتيجية: صنع الحواس في عالم معقد ومعقد»، نُشر في مجلة IBM Systems Journal .  
بدأ مركز المُنتَمى The Cynefin Centre - وهو شبكة من الأعضاء الافراد والشركاء من مؤسسات القطاع الخاص والعام\الحكومي والأكاديمي بالعمل بشكل مستقل عن IBM في عام 2004. في عام 2007، وصف سنودن وماري إي بون إطار عمل المُنتَمى في Harvard Business Review . فازت ورقتهم، «إطار عمل قيادي لاتخاذ القرار»، بجائزة «المنشور المتميز الموجه للممارسين في OB» من قسم السلوك التنظيمي في أكاديمية الإدارة.

## النطاقات

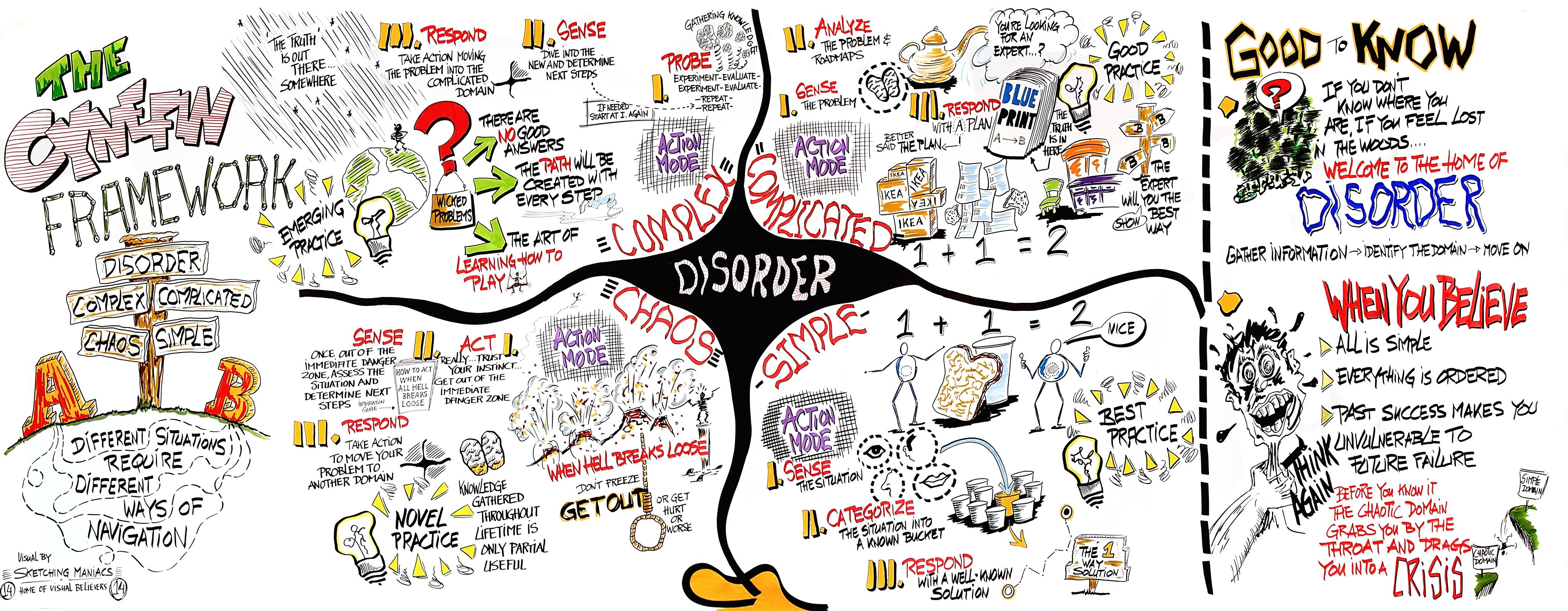
رسم تخطيطي لإطار عمل المُنْتَمى، بقلم إدوين ستوب

يقدم المُنتَمى خمسة سياقات أو «نطاقات» لصنع القرار: واضح ومتشابك ومعقد وفوضوي ومركز المُشَوَّش بنوعيه المُعْضَل والمُضْطَرِب.  وقد تغيرت أسماء النطاقات على مر السنين. وصفها كورتز وسنودن سنة (2003) بالمعروف والمعقد وفوضوي . ثم غير سنودن وبون (2007) معروفا و«ممكن معرفته» إلى بسيط ومعقد. من عام 2014 استخدم سنودن كلمة واضح بدلاً من كلمة بسيط ، والآن يستخدم مصطلح واضح 
تقدم النطاقات «إحساسًا بالمكان» يمكن من خلاله تحليل السلوك واتخاذ القرارات. النطاقات الموجودة على اليمين، الواضح والمعقد ، «مُرَّتَبَة»: السبب والنتيجة معروفان أو يمكن اكتشافهما. النطاقات الموجودة على اليسار، معقدة وفوضوية ، «مُشَوَّشة»: لا يمكن استنتاج السبب والنتيجة إلا بعد فوات الأوان أو عدمه على الإطلاق.

### الواضح

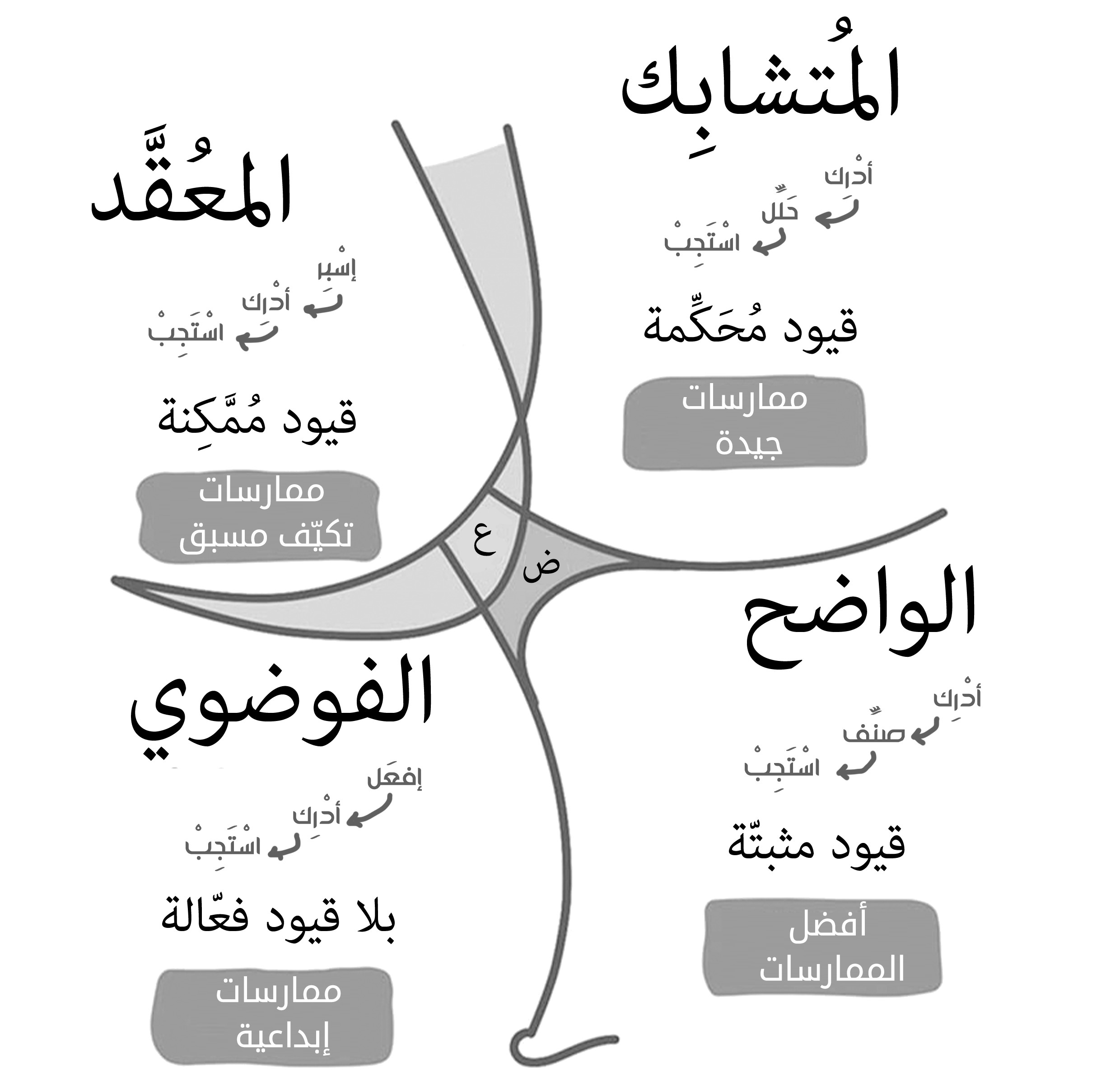
منذ عام 2014 ، أطلق سنودن على النطاق البسيط اسم الواضح، ويستخدم الآن مصطلح واضح.

يمثل النطاق الواضح «معلومات معلومة». أي أن هناك قواعد معمول بها (أو أفضل الممارسات)، وأن الموقف مستقر، والعلاقة بين السبب والنتيجة واضحة: إذا فعلت س، فتوقع ص. النصيحة في مثل هذه الحالة هي «الإدراك- التصنيف -الاستجابة»: حدد الحقائق («أدرك»)، صنّفها، ثم استجب باتباع القاعدة أو تطبيق أفضل الممارسات. يقدم سنودن وبون (2007) مثالاً على ذلك بمعالجة سداد القروض. يحدد الموظف المشكلة (على سبيل المثال: أنّ المقترض قد دفع أقل من المطلوب)، ويصنّفها (يراجع مستندات القرض)، ويستجيب (يتبع شروط القرض). وفقًا لتوماس أ. ستيوارت،
هذا هو نطاق الهياكل القانونية وإجراءات التشغيل القياسية والممارسات التي ثَبُتَ نجاحها. لا ترسم أبدًا إلى الداخل بشكل مستقيم (تشبيه من لعبة البوكر). لا تقرض أبدًا عميلًا تتجاوز أقساطه الشهرية 35 بالمائة من إجمالي الدخل. لا تنهي الاجتماع أبدًا دون طلب البيع. هنا، تكمن عملية صنع القرار بشكل مباشر في مجال المنطق: ابحث عن القاعدة المناسبة وطبقها.
كتب سنودن وبون أنه يجب على المدراء أن يحذروا من التعنت في حشر المواقف في هذا النطاق بالتبسيط المفرط، أو «بالتفكير الرجعي» (العمى عن طرق التفكير الجديدة)، أو بالتهاون. عندما يولد النجاح التهاون («أفضل الممارسات هي، بحكم التعريف، الممارسة السابقة»)، يمكن حصول تحول كارثي باتجاه عقارب الساعة إلى النطاق الفوضوي. يوصي المؤلفون بتوفير القادة لقناة تواص، وإذا لزم الأمر، قناة مجهولة، بحيث يمكن للمعjرضين (على سبيل المثال، ضمن الأيدي العاملة للمؤسسة) أن يُحَذِّروا من وجود تهاون في العمل.

### المُتَشابِك
يتألف النطاق المُتَشابِك من «مجاهيل معلومة». حيث تتطلب معرفة العلاقة بين السبب والنتيجة تحليلاً أو خبرة؛ أي أن هناك مجموعة من الإجابات الصحيحة. ويوصي الإطار «الإدراك-التحليل-الاستجابة»: أدرِك الحقائق، ثم حَلِّل ثم طَبِّق ممارسات عمل جيدة ومناسبة. وفقًا لستيوارت: «هنا بإمكان العمل بعقلانية من أجل اتخاذ قرار، لكن القيام بذلك يتطلب حُكمًا وخبرةً دقيقتين. . . . هذا هو اختصاص المهندسين والجراحين ومحللي المخابرات والمحامين وغيرهم من الخبراء. يتكيف الذكاء الاصطناعي جيدًا هنا: ديب بلو يلعب الشطرنج كما لو كانت مشكلة متشابكة، بالنظر إلى كل تسلسل ممكن من الحركات.» 

### المُعَقَّد
يمثل النطاق المُعَقَّد «مجاهيل مجهولة». لا يمكن استنتاج السبب والنتيجة إلا بأثر رجعي، ولا توجد إجابات صحيحة. قد تنبثق «أنماط إسترشادية» في هذا النطاق، «حسب سنودن وبون،» إذا أجرى القائد تجارب مأمونة الفشل. «يطلق المُنْتَمى على هذه العملية» السَبْر- الإدراك- الاستجابة«. حالات التأمين الصعبة هي إحدى أمثلتها.» الحالات الصعبة...بحاجة إلى مكتتبين بشر«يكتب ستيوارت، وأفضلهم يتصرفون بنفس الطريقة: تفريغ الملف ونشر محتوياته.» يعرّف ستيوارت ساحات المعارك والأسواق والأنظمة البيئية وثقافات الشركات على أنها أنظمة معقدة «مُتَمَنِّعة عن المنهج الاختزالي، الذي يفككها بغية معرفة كيفية عملها، لأن هذه الأفعال نفسها تغير الوضع بطرق لا يمكن التنبؤ بها.»

### الفوضوي
في النطاق الفوضوي ، السبب والنتيجة غير واضحين.  الأحداث في هذا المجال «مربكة لدرجة لا يمكن فيها الانتظار لاستجابة مبنية على المعرفة»، كتب باتريك لامبي. «الفِعل -أي فعل- هو أول استجابة وهو الأنسب والوحيد.»  في هذا السياق، يقوم المدراء «بالفعل-الإدراك-الاستجابة»: تصرف لإرساء نظام؛ أدرِك مكمن الاستقرار؛ إستجِبْ لتحويل الفوضى إلى التعقيد. كتب سنودن وبون:
في النطاق الفوضوي، لا تتمثل مهمة القائد المباشرة في اكتشاف الأنماط ولكن وقف النزيف. يجب على القائد أولاً أن يعمل على إرساء النظام، ثم يستدرك أين مكمن الاستقرار ومن أين يغيب، ثم يستجيب من خلال العمل على تحويل الوضع من الفوضى إلى التعقيد، حيث يمكن أن يساعد تحديد الأنماط المنبثقة في منع الأزمات مستقبلاً والتعرف على فرص جديدة. من الحتمي ان يكون التواصل بأكثر اشكاله المباشرة من الأعلى إلى الأدنى أو النوع الذي يبث؛ ببساطة ليس هناك وقت لطلب المدخلات. 
كانت هجمات 11 سبتمبر مثالاً على فئة الفوضى . يقدم ستيوارت للآخرين: «رجل الإطفاء الذي يدفعه شعوره للاستدارة إلى اليسار أو التاجر الذي يبيع بشكل غريزي عندما تبدو الأخبار عن الأسهم جيدة لدرجة يصعب تصديقها.» قال أحد مسؤوليإدارة الأزمات خلال حادثة انهيار شركة إنرون: «كان الناس خائفون...كان صنع القرار مشلولا...يجب أن تكون سريعًا وحاسمًا - اتخذ خطوات صغيرة تعلم أنها ستنجح، حتى تتمكن من سرد قصة منطقية.»
يعطي سنودن وبون مثالا لمذبحة دجاج براون عام 1993 في بالاتين، إلينوي (في الولايات المتحدة الأمريكية-عندما قتل اللصوص سبعة موظفين في مطعم براونز تشيكن آند باستا - كحالة واجهت فيها الشرطة المحلية جميع النطاقات. اضطر نائب رئيس الشرطة Walk Gasior إلى التصرف فوراً لوقف حالة الذعر المبكرة (الفوضى)، مع الحفاظ على عمل القسم (واضح)، واستدعاء الخبراء (متشابك)، والمحافظة على ثقة المجتمع في الأسابيع التالية (لمعقدة).

### المضطرب
يمثل النطاق المضطرب المركز المظلم في المواقف التي لا يتضح إنتمائها لأي من النطاقات الأخرى (عُرف هذا المجال أيضًا بالمُشَوَّش في الإصدارات السابقة من إطار العمل). بحكم التعريف من الصعب معرفة متى ينطبق الحال على هذا النطاق. كتب سنودن وبون: «هنا، تتنافس وجهات نظر عديدة على الصدارة، حيث يتجادل قادة الفصائل مع بعضهم البعض، ويسود التناشز». «المَخْرَج من هذا المجال هو تجزئة الوضع إلى مكوناته الجزئية وتخصيص كل منها إلى أحد النطاقات الأربعة الأخرى. يمكن للقادة بعد ذلك اتخاذ القرارات والتدخل بطرق مناسبة كل بسياقه.»

### التنقل بين النطاقات
مع زيادة المعرفة، يحدث «انجراف باتجاه عقارب الساعة» من الفوضى إلى المعقد ثم المتشابك ثم الواضح. وبمثله، يمكن أن يؤدي «تراكم الانحيازات»، أو التهاون، أو الافتقار إلى الصيانة إلى «فشل كارثي»: أي التحرك باتجاه عقارب الساعة من الواضح إلى الفوضوي ، الذي يمثله «الطي» الموضح في الرسم التوضيحي بين هذين النطاقين. يمكن أن تكون هناك حركة بعكس عقارب الساعة عندما يتوفى الناس وتنسى المعرفة، أو عندما تشكك الأجيال الجديدة بالقواعد؛ ويمكن أن الدفع بعكس عقارب الساعة من الفوضى إلى الوضوح عندما يتسبب نقص النظام في فرض القواعد فجأة.

## تطبيقاته واستقباله

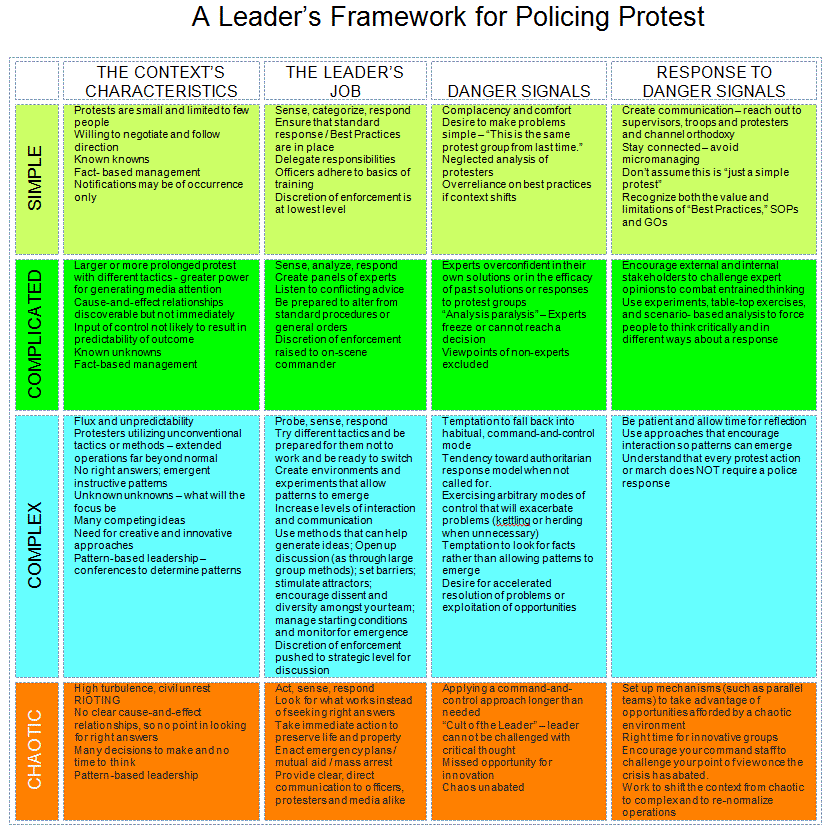
استخدام إطار عمل المُنتَمى لتحليل عمل أجهزة الشرطة خلال حركة احتلوا في الولايات المتحدة

استخدم مطورو IBM المُنتَمى في عملية صنع السياسات وتطوير المنتجات وإنشاء الأسواق وإدارة سلسلة التوريد والعلامات التجارية وعلاقات العملاء. تشمل الاستخدامات اللاحقة تحليل تأثير الدين على صنع السياسات داخل إدارة جورج دبليو بوش،  وإدارة الطوارئ،  وعلم الشبكات وفي الجيش،  وإدارة مخاطر السلسلة الغذائية،  والأمن الداخلي في الولايات المتحدة الأمريكية،  وفي تطوير برمجيات رشيقة،  ومراقبة حركة احتلوا في الولايات المتحدة.
كما تم استخدامه في أبحاث الرعاية الصحية، بما في ذلك دراسة درجة تعقيد الرعاية في الخدمة الصحية الوطنية البريطانية،  وطبيعة المعرفة في مجال الرعاية الصحية،  ومكافحة فيروس نقص المناعة البشرية / الإيدز في جنوب إفريقيا. في عام 2017، استخدمت مؤسسة RAND إطار عمل المُنتَمى في مناقشة نظريات ونماذج اتخاذ القرار. كما ونشرت المفوضية الأوروبية دليلاً ميدانيًا لاستخدام المُنتَمى كـ «دليل ملاحي للأزمات».
عادة ما يتضمن النقد الموجه لإطار عمل المُنتَمى إشارة إلى صعوبته وبأنه مربك، وحاجته لأسس أكثر صرامة، وكوه يتضمن مجموعة محدودة للغاية من السياقات الممكنة. نقد آخر للمنتمى يتمثل في مصطلحاته مثل معلوم، وممكن العلم، وأدرك، وصنف التي تعتبر مبهمة. 
يُقِّر البروفيسور سيمون فرينش Prof Simon French بأن «قيمة إطار عمل المُنتَمى تكمن في تصنيف سياقات القرار وتحديد كيفية التعامل مع أوجه عدم اليقين التحليلي» وعلى هذا النحو يعتقد أنه يبني على النتاج التأسيسي لـراسل أكوف العلمي: تحسين قرارات البحث التطبيقي Scientific Method: optimizing applied research decisions (1962)، C. West Churchman 's Inquiring Systems (1967)، Rittel and Webber's Dilemmas in a General Theory of Planning (1973)، Douglas John White's Decision Methodology (1975)، John Tukey 's Exploratory data analysis (1977)،Mike Pidd's Tools for Thinking: Modelling in Management Science (1996), and Ritchey's General Morphological Analysis (1998).

## المُنْتَمى ونظرية القيود
يقارن ستيف هولت المُنْتَمى بنظرية القيود. حيث تجادل نظرية القيود بمحدودية معظم نتائج الأنظمة بسبب بعض الاختناقات (القيود) وأن التحسينات بعيدًا عن هذه القيود تؤدي إلى نتائج عكسية لأنها تضع المزيد من الضغط على أحد القيود. يضع هولت نظرية القيود في إطار المُنْتَمى من خلال الجدل بأن نظرية القيود تنتقل من المواقف المعقدة إلى المواقف المتشابكة بالحجة المستنبطة abductive reasoning والحدس intuition ثم المنطق logic لخلق الفهم، قبل إنشاء مسبار لاختبار الفهم.: 367 
يحدد المُنْتَمى عدة أنواع من القيود. تنص القيود الثابتة على وجوب تنفيذ الإجراءات بطريقة معينة وبترتيب معين وتطبيقها في النطاق الواضح، وان القيود المُحَكِّمة أكثر مرونة وتتصرف مثل القواعد أو السياسات المطبقة في المجال المتشابك، وان القيود المُمَكِّنة التي تعمل في المجال المعقد هي قيود تُمَكِّن عمل النظام ولكنها لا تتحكم في العملية برمتها.: 371 ويجادل هولت بأن القيود في نظرية القيود تتوافق مع قيود المُنْتَمى المُثَبِّتة والمُحَكِّمة. يجادل ايضاً هولت بأن الحقن في نظرية القيود تتوافق مع القيود المُمَكِّنة.: 373 

## انتقادات
يجادل Firestone و McElroy بأن المُنْتَمى هو نموذج لصنع الحواس وليس نموذجًا كاملاً لإدارة المعرفة ومعالجتها.: 118 

## ملحوظات
1. ↑  Snowden (2000): "An early form of the Cynefin model using different labels for the dimension extremes and quadrant spaces was developed as a means of understanding the reality of intellectual capital management within IBM Global Services (Snowden 1999a)."[11][12]
2. ↑  Snowden, Pauleen, and Jansen van Vuuren (2011): "The framework was initially used in Snowden's early work in knowledge management, but now extends to aspects of leadership, strategy, cultural change, customer relationship management and more (Kurtz and Snowden 2003; Snowden and Boone 2007). The framework is particularly effective in helping decision-makers to make sense of complex problems, providing new ways of approaching intractable problems and allowing the emergence of shared understandings from collective groups."[13]
3. ↑  Williams and Hummelbrunner (2010): " ... Cynefin identifies four behaviors a situation can display: simple, complicated, complex, and chaotic. This terminology is not new; the systems literature has used it for decades. However, in Cynefin the behaviors and the properties that underpin these four states are not entirely drawn from systems theories or even theories of chaos and complexity. Cynefin draws heavily on network theory, learning theories, and third-generation knowledgement management."Crucially, compared with many network and company approaches, Cynefin also takes an epistemological as well as an ontological stance. Similar to the Soft Systems and Critical Systems traditions ... Cynefin explores how people perceive and learn from situations."[22]
4. ↑  Cynefin uses chaotic in the ordinary sense, rather than in the sense used in نظرية شواش.[27]